# 賓得士645D
賓得士645D（Pentax 645D）是賓得士於2010年3月10日宣布推出的中片幅數位單眼相機。
和其他可更換不同解析度甚至不同廠商製造數位機背的中片幅數位單眼相機不同的是，645D的數位機背是不可更換的，設計上反而較類似一般的全片幅與APS-C單眼數位相機。這樣的設計讓645D得以在惡劣氣候下進行拍攝。

## 獲得獎項
賓得士645D獲得2011年日本照相機大獎（Camera Grand Prix Japan ）。並且賓得士推出了慶祝獲得該獎項的645D限量版。

## 外部連結
- Ricoh Pentax 645D （页面存档备份，存于）
- Pentax 645D Specifications （页面存档备份，存于）